# Martin Ande
Martin Ande (ur. 12 kwietnia 1948) – nigeryjski lekkoatleta, długodystansowiec.
Podczas igrzysk olimpijskich w Meksyku (1968) zajął 54. miejsce w maratonie.

## Rekordy życiowe
- Bieg maratoński – 2:24:02 (1969)